# Sepiola pfefferi
Sepiola pfefferi е вид главоного от семейство Sepiolidae.

## Разпространение и местообитание
Видът е разпространен в Белгия, Великобритания (Северна Ирландия), Дания, Ирландия, Нидерландия, Норвегия, Фарьорски острови и Франция.
Обитава океани и морета.